# Cantón de Rieux-Volvestre
El cantón de Rieux-Volvestre era una división administrativa francesa, que estaba situada en el departamento de Alto Garona y la región de Mediodía-Pirineos.

## Composición
El cantón estaba formado por diez comunas:
- Bax
- Gensac-sur-Garonne
- Goutevernisse
- Lacaugne
- Latrape
- Lavelanet-de-Comminges
- Mailholas
- Rieux-Volvestre
- Salles-sur-Garonne
- Saint-Julien-sur-Garonne

## Supresión del cantón de Rieux-Volvestre
En aplicación del Decreto n.º 2014-152 de 13 de febrero de 2014, el cantón de Rieux-Volvestre fue suprimido el 22 de marzo de 2015 y sus 10 comunas pasaron a formar parte del nuevo cantón de Auterive.